# هيئة الأمر بالمعروف والنهي عن المنكر (قطاع غزة)
هيئة الأمر بالمعروف والنهي عن المنكر هي مجموعة مسؤولة عن إنفاذ قواعد السلوك الإسلامية التقليدية (الشريعة الإسلامية) في قطاع غزة. وفقًا للصحفي خالد أبو طعمة وباحث الشرق الأوسط الدكتور جوناثان سباير، تشكل المجموعة جزءًا من قوات الشرطة التابعة لحكومة حماس الفعلية.
في عام 2009، نشرت «وزارة الأوقاف الإسلامية» التابعة لحكومة حماس أعضاء في لجنة الأمر بالمعروف والنهي عن المنكر لتحذير المواطنين من «مخاطر» مزعومة من لباس غير لائق ولعب ورق وتعارف. كانت القوة تهدف إلى «محاربة أولئك الذين يفسدهم الشيطان، ولا يحترمون الشريعة».

## نظرة عامة
تم ذكر لجنة الأمر بالمعروف والنهي عن المنكر في تقرير صدر عام 2007 عن قناة العربية. تم وصفهم على أنهم مجموعة «غير معروفة» أصدرت بيانًا أعلن فيه حملة لمطاردة «عبيد الشيطان الذين يرتكبون التجديف ويتجولون في الشوارع». دعا بيانهم الشباب إلى مقاومة الإغراء من الشيطان، «إن طريق الشيطان يؤدي إلى الهلاك [...] الشباب هم هدفنا الرئيسي لأنهم يرتكبون العديد من التجاوزات سواء كان اسم الدعوة يتضمن الله أو من خلال التسكع في وقت متأخر من الليل في الشوارع، والتدخين وإزعاج الناس». أعلنت الجماعة أيضًا مسؤوليتها عن ضرب اثنين من عشيرة خان يونس بشدة «لارتكاب خطايا مثل عدم احترام الله وإزعاج الناس [...] كان هذا تحذيرًا لهم. نأمل أن يعودوا إلى رشدهم.»  نقلاً عن تقرير نشرته صحيفة القدس العربي، قالت قناة العربية أن من أوائل أعمال المجموعة ضرب على مغني في غزة بعد أن أحيا حفلاً في خان يونس. أشارت قناة العربية إلى أنه «لم يكن هناك تعليق رسمي من قادة حماس على تصرفات أو تصريحات الشرطة الدينية في غزة».

### احتجاز أسماء الغول
في عام 2009، ذكرت صحيفة جيروزاليم بوست أن اللجنة هي قوة شرطة تعمل تحت قيادة وزارة الأوقاف التابعة لحماس، وتضم العشرات من ضباط الشرطة في ثياب مدنية يقومون بدوريات في أماكن عامة مثل الشواطئ والمتنزهات والمطاعم، صالونات الشعر والمقاهي لضمان عدم خلط الذكور والإناث معًا وارتداء النساء ملابس محتشمة. يقال إن عدد الوحدات الخاصة الأنثوية ضمن القوة يتراوح بين 100 و150 من الضباط اللاتي يفرضن الحياء الأنثوي ويتعاملن مع المشتبه فيهم من الإناث، مع الزي الرسمي الذي يتضمن النقاب والقفازات، «مع فتحة عين مرئية فقط». نقلاً عن صحفيين محليين لم تذكر اسماءهم في غزة، ذكرت الصحيفة أن حكومة الأمر الواقع التابعة لحماس لم تعترف علنًا بوجود القوة لأنها تخشى أن تكون ذات توجهات أصولية.

حادثة أخرى نسبتها المجموعة لصحيفة جيروزاليم بوست وهي تتعلق بالصحيفة الفلسطينية أسماء الغول التي ذكرت أن رجال الشرطة من القوة: 
 حاولوا إلقاء القبض عليها بحجة أنها جاءت إلى شاطئ غزة مرتدياً ملابس غير محتشمة وشوهدت وهي تضحك في الأماكن العامة... «لقد اتهموني بالضحك بصوت عال أثناء السباحة مع صديقي وعدم ارتداء الحجاب»، على حد قول الغول لمنظمة لحقوق الإنسان في قطاع غزة. «أرادوا أيضًا معرفة هوية الأشخاص الذين كانوا معي على الشاطئ وما إذا كانوا أقارب لي». 
 وأضافت الغول أن الضباط صادروا جواز سفرها، وأنها تلقت تهديدات بالقتل من متصلين مجهولين عقب الحادث. فيما يتعلق بالحادث، «قال قادة أمن من حماس في البداية إنها [الغول] وصديقاتها أُوقفوا لأنهم كانوا يقيمون حفلة مختلطة على الشاطئ. لاحقًا، قال أحد القادة إن الغول أوقف [بسبب] عدم ارتداء الحجاب أثناء السباحة. وادعى قائد آخر» أن الجريمة كانت«تدخين النرجيلة والحفلات في مكان عام». ذكرت صحيفة الجارديان عن الحادث نفسه نقلاً عن الغول، لكن نسبته فقط إلى «شرطة حماس». أشار تقريرهم إلى أن إسلام شهوان، المتحدث باسم شرطة حماس نفى حدوثه على الإطلاق.